# Glipodes sericans
Glipodes sericans – gatunek chrząszcza z rodziny schylikowatych.
Gatunek ten opisany został w 1846 roku przez F.E. Melsheimera jako Mordella sericans.
Chrząszcz o ciele klinowatym, długości 9–10 mm (mierząc do szczytu kolca analnego). Wierzch ciała ma rudobrązowy do ciemnorudego, żółtawobrązowo owłosiony, spód bardziej rdzawy. Barwa głaszczków i przednich ud jest żółtoceglasta, a pozostałych części odnóży ciemna. Czułki są rudobrązowe. Gęsta i grubo punktowana głowa zaopatrzona jest w bardzo duże oczy. Przedplecze jest nieco szersze od nasady pokryw i równomiernie zaokrąglone boki. Czterokrotnie dłuższe od tułowia pokrywy mają zaokrąglone wierzchołki. Kolec analny jest dwukrotnie dłuższy od ostatniego segmentu odwłoka i tępo zakończony. Golenie tylnych odnóży żeberkowane na krawędzi zewnętrzno-grzbietowej i opatrzone skośną listewką na powierzchni zewnętrznej.
Owad nearktyczny. Znany z Indiany, Kansas, Ohio, Pensylwanii i Wirginii.